# Egon Piechaczek
Egon Piechaczek (Chorzów, 16 november 1931 – Kaiserslautern, 23 oktober 2006) was een Poolse voetballer en trainer. Hij begon zijn carrière bij de plaatselijke voetbalclub AKS Chorzów en speelde in zijn carrière vooral voor Poolse clubs als Legia Warschau. In 1964 nam hij afscheid van zijn spelerstijd bij de Duitse tweedeklasser FSV Frankfurt, waar hij in 1963 naartoe was gegaan.
Als trainer werkte hij al snel voor de Duitse eersteklasser en toenmalige topclub 1. FC Kaiserslautern, waar hij in 1967 begon. In november 1969 verruilde hij Kaiserslautern voor Arminia Bielefeld. De club had al een paar jaar op rij de play-offs voor promotie naar de Bundesliga gemist en zat eind 1969 vast in het middenveld van de Regionalliga West. Bielefeld slaagde er onder Piechaczeks leiding in om naar de tweede plaats te klimmen en zo een plaats voor de play-offs af te dwingen. Bielefeld had op de laatste speeldag een tactische nederlaag geleden om zo mogelijk in een minder sterke play-offgroep terecht te komen. Die gok werkte, want Bielefeld werd kampioen voor Karlsruher SC.
In zijn eerste Bundesligaseizoen (1970/71) had Bielefeld het echter zwaar: het wist pas na zes speeldagen de eerste zege te behalen en tegen april 1971 verkeerde de club in degradatiegevaar. Arminia besloot daarop om in de Bundesliga te blijven door andere ploegen om te kopen met het medeweten van de trainer. De hele constructie werd ontdekt en in de nasleep van het Bundesligaschandaal werd Piechaczek levenslang geschorst. In 1975 werd zijn schorsing echter opgeheven. Piechaczek trainde daarna verscheidene Griekse clubs: PAOK Saloniki (1979-1980), Panionios Athene (1983-1984) en Apollon Limasol als laatste trainerspost van 1986 tot 1987. 